# Pluteoïde
 (novembre 2013).
Si vous disposez d'ouvrages ou d'articles de référence ou si vous connaissez des sites web de qualité traitant du thème abordé ici, merci de compléter l'article en donnant les références utiles à sa vérifiabilité et en les liant à la section « Notes et références ».
 (novembre 2013).
- Si vous ne connaissez pas le sujet, laissez ce bandeau (vous pouvez alors contacter les auteurs).
- Si vous supprimez le contenu mis en cause (vous pouvez préalablement contacter les auteurs),

argumentez précisément cette suppression dans la page de discussion
(un manque de référence n'est pas un argument ; une recherche réelle de référence doit avoir été effectuée, être formellement documentée).

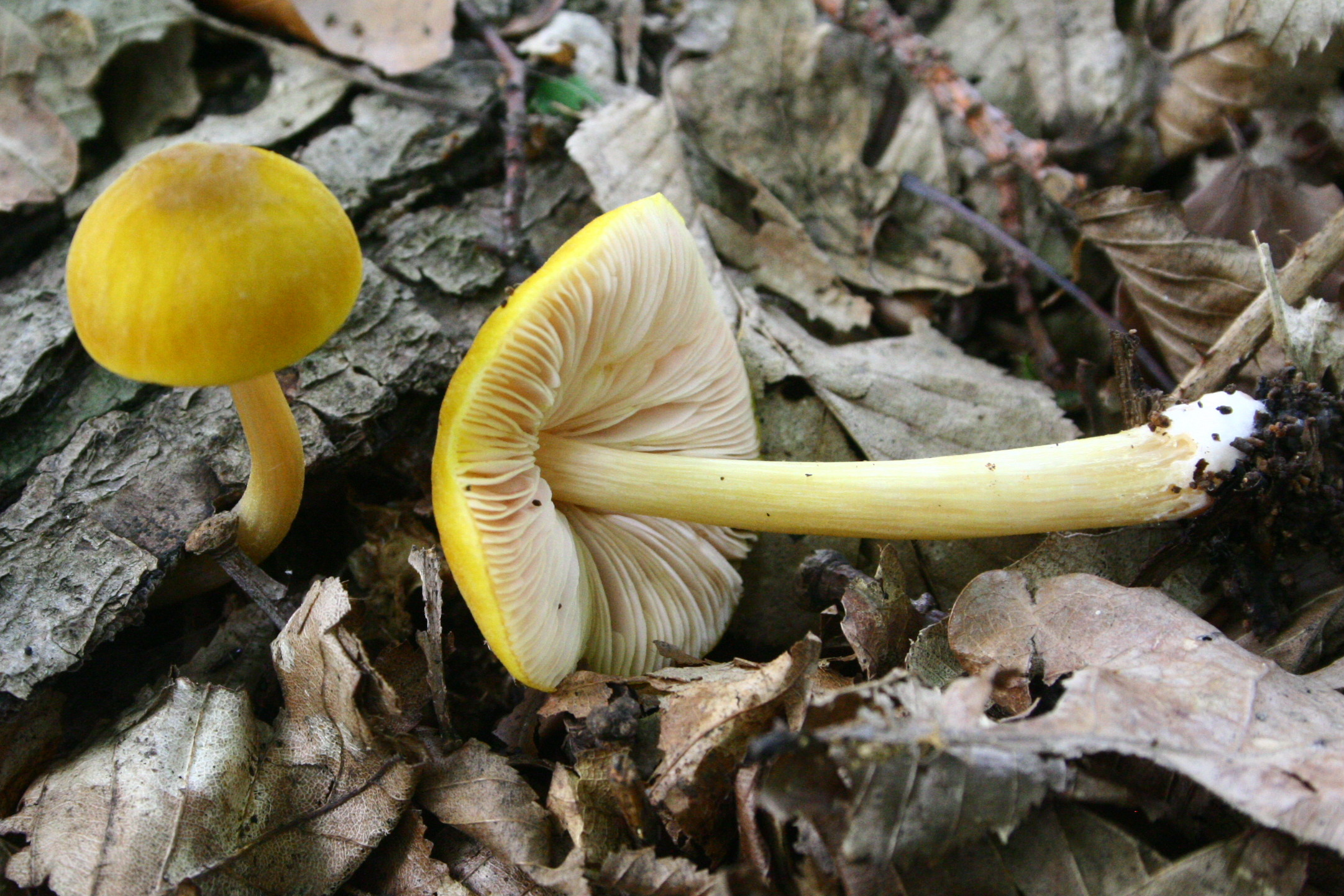
Pluteus leoninus Plutée couleur de lion

Le clade pluteoïde est une nouvelle division phylogénétique des Agaricales, proposée depuis 2006, et constituant le deuxième des six clades des Agaricales.

## Situation du clade pluteoïde
- Clade des Athéloïdes
  - Boletales, Clade des Bolets
  - Agaricales, Clade des Euagarics
    - 
      - VI. Clade Agaricoïde
      - V. Clade Tricholomatoïde
      - IV. Clade Marasmioïde
      - III. Clade Hygrophoroïde
      - II. Clade Pluteoïde

    - I. Clade Plicaturopsidoïde

## Phylogénie du Clade II Pluteoïdes
- Clade II Pluteoïde
  - Limnoperdonaceae
    - Limnoperdon incarnatum

  - Pluteaceae
    - 
      - Melanoleuca
        - Volvariella
          - Pluteus sp.

    - Amanitaceae
      - Amanita
        - Amanita muscaria
          - Amanita phalloides
            - Amanita Brunnescens

    - Tricholomopsis
    - Pleurotaceae
      - Resupinatus
        - Cantharocybe
          - Pleurotus
            - Hohenbuehelia